# 반크

반크 아시아 피이스메이커와 함께 한 2006 독도 탐방 사진

반크(VANK: Voluntary Agency Network of Korea)는 1999년 외국에 대해 국가홍보와 교류를 통한 사이버 민간 외교관의 역할을 위해 박기태 단장에 의해 만들어진 대한민국의 개신교계 비정부 민간단체이다. 잘못된 국가정보에 대한 알림과 함께 교정권고까지 폭넓은 활동을 하고 있으며, 직지심체요절 홍보와 일본의 방위백서 소개 등 다양한 활동을 하며, 그중 동해와 독도의 국제 표기를 수정하려는 활동이 가장 잘 알려져 있다.

## 활동

반크의 박기태 단장(왼쪽)과 외국인 기자

반크의 홈페이지에서는 반크를 전 세계 외국인들에게 한국을 바르게 알리고, 외국인과 한국인을 대상으로 친구맺기를 주선하는 사이버 외교사절단이라고 소개하고 있다. 1999년 박기태 단장이 개설한 외국 친구와의 이메일 펜팔사이트에서 출발하여, 한국에 대한 자료가 ‘왜곡’되거나, 잘못 기재되어 있는 것을 ‘바로 잡는’ 노력을 하고 있는 단체로서, 특히 영어로 된 ‘일본해(Sea of Japan)’ 표기를 ‘동해(East Sea)’로 고쳐 달라거나, 중국의 동북공정에 반대하는 ‘고구려 바로 알리기’ 등의 활동을 하면서 일반 대중에서 알려지기 시작하였다.
반크가 활동하는 방식은 보통 반크가 그의 주장을 담은 이메일을 영어로 써서 공개하고, 반크의 취지에 공감하지만 영작은 할 줄 모르는 네티즌들이 이를 반크가 지정하는 사이트로 보내는 식으로 이루어진다.
반크의 지적으로 수정된 자료의 예로는 미국 중앙정보국(CIA)의 월드 팩트북에 대한민국을 ‘지난 1000년간 독립 국가였다’고 설명하던 것을 2007년에 ‘수천 년에 달하는 오랜 독립 역사를 지닌 한국’으로 수정했다고 반크 측에서 발표한 것이 있다.
- 2007년 청주 고인쇄 박물관과 협력하여 현존하는 세계 최고 금속활자본 직지심체요절을 전 세계에 알리기 시작했다.
- 2008년 5월 가수 김장훈을 반크홍보대사로 위촉하였다.
- 2008년 10월 야후 여행 사이트 등의 이순신과 관련된 이름, 역사적 사실 등의 관련된 잘못 쓰여진 정보들을 수정하였다.[4]

- 2019년 2019년부터 3.1 독립선언서를 쉬운 우리말 번역 및 영어, 프랑스어, 스페인어, 이탈리아어, 중국어, 아랍어등 전세계 12개 외국어로 번역해 전세계를 대상으로 홍보하고 있다.

또한 2.8 독립선언서도 5개 국어로 번역해 전세계에 알리고 있다.

## 글로벌 청원
반크에서는 2019년 9월부터 2021년 4월 현재까지 총 50개가 넘는 글로벌 청원을 진행하고 있다. 반크 글로벌 청원 홈페이지 보관됨 2020-12-05 - 웨이백 머신 소개에 따르면 반크 글로벌 청원은 4억명이 가입된 세계 최대 청원 사이트(change.org)를 대상으로 욱일전범기, 일본 교과서 왜곡등 아시아 평화를 위협하는 일본의 신 군국주의 부활을 국제사회에 알려 세계인들과 함께 일본의 역사왜곡을 막는 외교활동이다. 반크의 설명에 따르면 글로벌 청원은 해외에 한국의 역사를 바로 알리는 활동을 넘어 아시아인들을 하나로 모아 서양의 인종차별과 혐오에 대응하며 세계 곳곳에서 발생하는 지구촌 문제를 한국청년들이 주도적으로 앞장서서 해결하는 국제 외교활동이다. 세계 청원 사이트를 통한다면 해외 유명 방송과 언론을 통하지 않더라도 누구나 쉽게 전세계인들에게 한국의 입장을 알려 국제사회의 협력과 지지를 얻을수가 있다는 것이 그 골자이다. 또한 구글과 같은 세계적인 포탈 사이트에 해당 관련 청원 주제를 검색하면 빠르게 검색결과에 노출이 되어 전세계인들에게 관련 문제를 홍보할 수 있다고 한다. 청원은 주로 영어로 작성되었으며, 간혹 프랑스어, 베트남어로 된 청원도 볼 수 있다.

## 글로벌 포스터 배포
글로벌 청원과 함께 반크는 또한 일본과 중국의 역사왜곡에 대응하며 국제사회에 한국인의 입장을 대변하기 위한 효과적인 방법으로 디지털 포스터를 제작 및 배포하고 있다고 한다. 반크는 2021년 4월 현재까지 66여 종의 디지털 포스터를 제작하였다. 반크에 따르면 과거에는 국제사회에 한국의 목소리를 대변하는 사람들은 외교관으로 한정돼 있었지만, 지금은 SNS에서 의지와 영향력이 있는 1명이 1000명의 외교관을 능가할 수 있는 디지털 외교관 시대가 왔다고 한다. 반크가 제작한 디지털 포스터를 통한다면 누구나 쉽고 간단하게 세계인들에게 한국인의 입장을 알릴수 있다고 반크는 주장하며 구글과 같은 세계적인 포털 사이트에 해당 관련 주제를 이미지 검색하면 빠르게 검색결과에 노출되어 전세계인들에게 관련 문제를 홍보할 수 있다고 한다. 자세한 내용은 반크 글로벌 포스터 홈페이지 보관됨 2021-04-28 - 웨이백 머신에서 확인할 수 있다.

## 해외 한국홍보자료 제작 및 배포
민간단체인 반크는 일본과 중국의 글로벌 역사 왜곡에 대응해 전 세계 교과서, 웹사이트를 대상으로 잘못된 한국 관련 내용을 고치는 활동을 넘어 올바른 한국 역사 자료를 선제적으로 제작해서 전 세계 외국인들에게 배포하는 활동을 하고 있다.
다수의 언론보도 에 따르면 독도, 동해, 한국 역사가 올바로 서술된 세계 지도, 한국 지도, 엽서, 잡지 등 다양한 한국 소개자료를 제작해서 해외 한국학교 교사 및 반크에서 활동하는 사이버 외교관, 글로벌 한국홍보대사들에게 제공하고 전 세계 외국인들에게 배포하고 있다. 반크가 배포한 홍보물은 105가지 종류의 150만 부가 인쇄되어 전 세계 한국학교에서 수업자료로 사용되고 있으며 국제 봉사단원, 해외 대학 교환학생, 어학 연수생들에게 배포되어 한국 홍보 활동을 지원하고 있다.

## 주요 프로젝트
반크는 다양한 사이트를 개설해 전 세계에 우리나라를 바로 알리고 글로벌 이슈에 적극적으로 대처하고자 노력하고 있다.
다음은 반크의 사이트 들이다.
- 글로벌 역사 외교관 양성 아카데미

아시아 분쟁관련 내용을 올바로 배우고 지구촌 글로벌 이슈를 해결하기 위한 세계적 리더를 키우기 위해 만든 교육사이트
- 사이버 독도 사관학교

한국의 역사, 영토, 문화를 올바로 배우고 한국을 세계에 알리는 한국홍보대사를 키우기 위해 반크에서 만든 교육 사이트.
- 21세기 이순신 프로젝트

전 세계 교과서 및 출판물, 사이트 등의 왜곡된 한국정보 등의 오류 바로 잡기 운동을 진행하는 웹사이트로 동해나 독도의 오류시정 등을 하고 있다.
- 독도 사관학교

독도가 한국의 영토라는 올바른 인식을 세계에 알리기 위해 개설하였다.
- 21세기 광개토 태왕 양성 사업

고구려 시대 광개토 태왕이 한국의 영토를 넗힌것처럼, 21세기 한국의 젊은이들이 전 세계에 한국의 역사와 영토, 문화를 알리면 한국의 지경은 세계속에 확장하고자 1년에 해외로 출국하는 한국인에게 한국홍보물을 무료로 배포하고 있다. 2008년 5월 동북공정에 대항하기 위한 홍보활동으로 시작하였고, 2008년 7월 31일 홍보대사 김장훈과 함께 하는 반크 꿈 콘서트를 개최하였다.
- 한식 홍보대사 양성 사업

최근 수년간 한국의 한식 드라마 “대장금” 이 세계인들의 꿈을 하나로 이어주는 것처럼, 한국인 스스로가 한국 음식 홍보대사가 되어 한식을 통해 전 세계인들과 꿈과 우정을 나눌 수 있는 가치를 발견해 나가야 합니다. 이에 따라 반크는 한식을 전 세계에 알리는 한식 홍보대사 양성 프로젝트를 추진합니다.
- 글로벌 친한파 양성 사업

대장금과 가을연가등 한국의 드라마와 노래, 영화를 통해 전 세계에서 한국에 관심있는 사람은 높아지고 있지만, 이들을 하나로 모으는 커뮤니티는 없는 상황이다. 한국에 관심있는 외국인을 하나로 모아 한국을 주제로 다양한 느낌을 나누고, 한국인들과 교류를 주선함으로 한국을 사랑하는 친한파를 확장시켜 나가고 있다
- 글로벌 월드 체인저 양성 사업

전 세계 글로벌 이슈를 해결해나가기 위해 한국인이 주도가 되어 세계인들을 모아 협력과 교류를 진행하는 사이트
또한 사이버 외교사절단 반크는 국내외 다양한 기관과 함께 반크 학교를 설립해 운영하고 있다함께 하는 청소년 한국 관광 홍보대사 양성 학교
- 청주시 고인쇄박물관과 함께 하는 청소년 직지 홍보대사 양성 학교[6]

## 조직 운영
반크는 여섯명의 상근 근무자와 70,000명의 자원봉사 회원으로 운영된다. 운영 예산은 회원 가입 때 내는 가입비로 운영되며, 그 밖에 정부지원금이나 기타 비용으로 운영된다.
- 2008년 7월 네이버에서 네티즌 모금운동을 통해, '독도 바로 알리기' 성금 1억원을 전달받았다.[8]
- 2008년 10월 국정감사에서 민주당 김영진 의원이 밝힌 자료에 의하면 대한민국 정부는 2006년 반크에 8000만원까지 재정을 지원했지만, 점차 예산을 줄여 2009년에는 지원을 중단할 예정이라고 밝혔다.[9]

## 평가
한국 언론은 반크를 매우 긍정적으로 평가하는 편이다.
외국인들과 ‘친구맺기’를 주선한다는 소개와는 달리, 반크는 가끔 ‘디스카운트 재팬’과 같은 공격적인 표현으로 다른 나라의 감정을 자극하기도 한다. 특히 일본에서 반크는 반일 사이트로 알려져 있다.
인터넷 상에서 한국이 반일 운동을 벌인 흔적이 있으면 반크가 주도한 것으로 오해를 받기도 한다. 2005년 8월 18일 구글 어스의 동해 표기가 ‘Sea of Japan (East Sea)’에서 ‘East Sea (Sea of Japan)’으로 바뀌었는데, 이를 반크의 로비 때문이라고 여긴 일본의 네티즌들이 반크의 웹사이트를 공격했다. 하지만 동해의 표기를 바꾸자는 것은 구글 한국 뉴스그룹에서 제안된 것이었다.
월드 아틀라스라는 해외유명출판사와 많은 외국 방송, 출판사들은 반크의 동해 활동을 적극적으로 지지하는 격려문을 홈페이지에 발표했으며,서한을 보내주었다.
중국 역시 중국 역사 왜곡 공정에 대한 반대 의견을 두는 반크 활동에 매우 부정적이다. 대만 역시 중국의 역사 왜곡에는 찬성하는 입장이기 때문에 반크에 매우 부정적이다. 현재 해외 중국,대만계와 한국내 중국,대만계의 역사왜곡이 현재진행 중이다.
미국 국적의 미국시민이자 한인 동포들또한 반크와 함께 동해 표기에 동참하고 있다.
동해표기가 활동이 한국인의 민족주의가 아니라 미국 시민으로서 정당한 요구사항이기 때문이다. 그 결과 2014년 미국 버지니아주 의회가 모든 공립학교 교과서에 동해와 일본해를 모두 명시하도록 동해 병기 법안을 채택했고 이를 통해 버지니아주 유명 미국 교과서, 세계지도회사는 이후 동해가 병기된 출판물을 발행하고 있다.
2019년 8월에는 미국 뉴욕주 교육국이 뉴욕 전역의 모든 공립학교 학군에 '동해/일본해 교육 지침' (Guidance of Sea of Japan/East Sea)을 하달했다. 지침에는 가을학기부터 동해와 일본해 명칭을 함께 사용해 학생들에게 가르치도록 권고하는 내용이 들어있다. 이를 기반으로 2020년 11월 발표에 따르면 전세계 지도에서 2000년대에 3% 대였던 동해 표기가 40%로 증가된것이 이를 반영하며 이를 기반으로 2020년 12월 바다이름을 결정하는 국제기구인 국제수로기구에서 기존 일본해, 동해등 지명 표기가 아닌 숫자로 교체하는 새로운 방안을 발표하기까지 했다.
일본언론은 반크 활동에 매우 부정적이며 심지어 국제 사회에 반크 활동을 왜곡하는 가짜 뉴스를 만들어 배포하고 있다. 대표적인 예로 민간 단체인 반크 대표는 한국 정부가 장관급으로 임명하는 국가 공무원이며, 반크는 한국 정부로부터 1년 예산으로 200억을 지원받으며, 반크 연구원은 100명이라고 보도했다.
그리고 이 내용은 일본 최대 포탈 메인에 등장하기도 했다. 하지만 이는 사실이 아닌 가짜 뉴스다. 반크는 비정부단체이며 반크 연구원은 5명에 불과하다.

## 수상내역
- 2002년 11월 국가 홍보 분야 대통령 단체 표창(2002년 월드컵 조직위원회)
- 2002년 12월 한국 바로 알리기 사업 분야 대통령 단체 표창(국정홍보처)
- 2002년 12월 관광 한국 대상(한국관광공사)
- 2003년 12월 대한민국 국회대상
- 2004년 12월 가톨릭 미디어 대상 '특별상'
- 2005년 10월 국가 외교통일 분야 대통령 단체표창(문화관광부)
- 2008년 4월 서울시 홍보대사 위촉
- 2008년 9월 직지 홍보대사 위촉
- 2008년 10월 경상북도 특별상
- 2009년 6월 정보문화부분 대통령 단체 표창(행정안전부)
- 2009년 6월 서울시 관광대상
- 2010년 2월 자랑스런 한국인 31인 선정(매일경제)
- 2010년 홍진기 창조인상
- 2010년 4월 이순신 대상(경상남도,전라남도)
- 2010년 5월 창조인상 수상(중앙일보)
- 2015년 10월 독도 평화대상 동도상
- 2016년 인터넷 에코 어워드 특별 공로상
- 2018년 1월 동북아역사재단 독도상
- 2019년 10월 8일 우리말 사랑꾼 선정 3.1운동 100주년을 맞아 기미독립선언문을 쉬운 우리말로 옮겨, 우리 민족의 얼을 나라 안팎에 널리 알린 공 (사단법인 한글문화연대)
- 2020년 4월 세상을 바꾸는 인플루언서
- 2020년 8월 해공민주평화상 글로벌리더부문 수상(광주시)

## 같이 보기
- 한일 분쟁
- 사이버테러리즘
- 메일폭탄
- 서비스 거부 공격
- 한국의 민족주의
- 일본의 민족주의
- 2채널
- 넷 우익
- 반한 감정